# Conisania leuconephra
Conisania leuconephra är en fjärilsart som beskrevs av Max Wilhelm Karl Draudt 1950. Conisania leuconephra ingår i släktet Conisania och familjen nattflyn. Inga underarter finns listade i Catalogue of Life.